# Blake Anderson

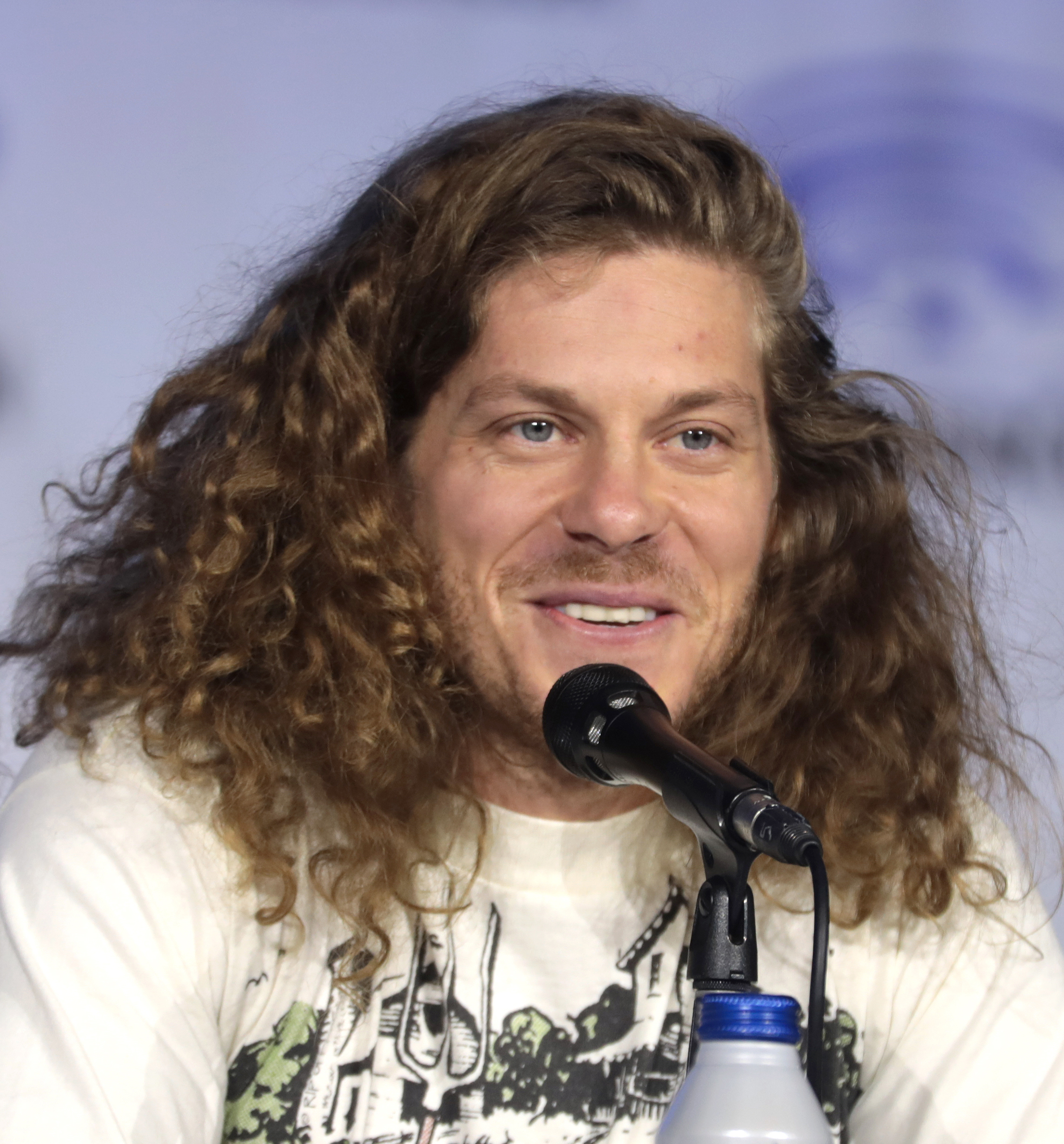
Blake Anderson, fotografiert während der WonderCon 2022 in Anaheim

Blake Raymond Anderson (* 2. Mai 1984 in Concord, Kalifornien) ist ein US-amerikanischer Komiker, Schauspieler und Drehbuchautor.

## Leben
Anderson gründete zusammen mit Adam DeVine, Anders Holm und Kyle Newacheck die Sketch-Comedy Gruppe Mail Order Comedy. Zusammen entwickelten sie die Fernsehserie Workaholics, in der Anderson, DeVine und Holm auch die Hauptrollen spielen. Die Ausstrahlung begann im April 2011 bei Comedy Central.
Er tritt seit 2006 für Film und Fernsehen in Erscheinung und war als Schauspieler an mehr als 40 Produktionen beteiligt. 2015 spielte Anderson im Filmdrama Dope sowie in der Horrorkomödie Scouts vs. Zombies – Handbuch zur Zombie-Apokalypse in größeren Rollen mit.
Blake Anderson ist seit dem 7. September 2012 verheiratet und hat eine Tochter (* 2014).

## Filmografie (Auswahl)
- 2006: Mail Order Comedy (Fernsehfilm)
- 2011: 301 – Scheiß auf ein Empire (The Legend of Awesomest Maximus)
- 2011: Dr. House (House, Fernsehserie, Episode 8x08)
- seit 2011: Workaholics (Fernsehserie, auch Schöpfer)
- 2012: Community (Fernsehserie, Episode 3x12)
- 2013: Epic – Verborgenes Königreich (Epic, Stimme)
- 2013: Arrested Development (Fernsehserie, Episode 4x01)
- 2014: Bad Neighbors
- 2014–2015: Parks and Recreation (Fernsehserie, 3 Episoden)
- 2015: Dope
- 2015: Die Simpsons (The Simpsons, Stimme)
- 2015: Scouts vs. Zombies – Handbuch zur Zombie-Apokalypse (Scouts Guide to the Zombie Apocalypse)
- 2016: The Big Bang Theory (Fernsehserie, Episode 9x23)
- 2018: Game Over, Man!
- 2018: Show Dogs – Agenten auf vier Pfoten (Show Dogs) (Stimme)
- 2018: The Package
- 2020: Spy Intervention
- 2023: The Out-Laws